# Окунев, Юрий Абрамович
Юрий Окунев (настоящее имя — Израиль Абрамович Израилев; 1 марта 1919, Астрахань — 4 апреля 1988, Волгоград) — русский советский поэт, журналист и редактор, военный корреспондент.

## Биография
Родился в Астрахани в семье токаря Абрама Израилевича (Исаевича) Израилева (?—1933) и Фаины Зиновьевны Окуневой. Семья вскоре переехала в Саратов, где отец работал на заводе, а мать училась в Саратовской консерватории по классу вокала у М. Е. Медведева, а потом работала в Саратовском оперном театре (лирико-колоратурное сопрано). Отец умер от тифа в 1933 году, и мать с двумя сыновьями переехала в Сталинград, где устроилась солисткой симфонического оркестра при Сталинградском радиокомитете, позже руководила хоровой студией при городском доме пионеров.
В 1934 году будущий поэт окончил школу-семилетку и продолжил обучение на рабфаке при Сталинградском индустриально-педагогическом институте, а в 1936 году стал студентом литературного факультет этого института. Будучи студентом, работал литературным сотрудником в областной газете «Молодой ленинец», позже стал заведующим отделом литературы и искусства этой газеты. В 1938 году поступил в Литературный институт имени А. М. Горького на заочное отделение, учился в семинаре Павла Антокольского, а в 1939 году перевёлся на очное отделение (семинар Ильи Сельвинского). С 1940 года работал корреспондентом газеты «Комсомольская правда», заведовал литературной консультацией этой газеты и сам печатался.
Ушёл добровольцем на фронт в первый день войны. Печатался в армейской и фронтовой печати. После демобилизации в октябре 1945 года вернулся в Литературный институт. Летом 1946 года был корреспондентом выездной редакции «Комсомольской правды» в Сталинграде. В октябре 1947 года получил диплом об окончании Литературного института. В 1948—1951 годах работал редактором художественной литературы Сталинградского областного книжного издательства, в 1951—1954 годах руководил литературным объединением при газете «Молодой ленинец». Член Союза писателей СССР с 1955 года.
В 1956 году учился на Высших литературных курсах в Москве, после окончания которых вновь поселился в Волгограде.
Первые публикации относятся к 1936 году, в том числе в альманахе сталинградской краевой газеты «Дети Октября» — «Стихи счастливых» и в газете «Сталинградская правда». В послевоенные годы публиковался под псевдонимом «Юрий Окунев» (от девичьей фамилии матери и имени погибшего на фронте младшего брата). Автор поэтических сборников «Сталинградцы» (1948), «На земле Сталинграда» (1952), «Стихи» (1954), «Стихи и поэмы» (1957), «Взаимность» (сборник переводов с узбекского, 1959), «Упал, метнув гранату» (1962), «Лирика» (1962), «Всегда сначала» (1963), «Женщине посвящается» (1966), «Лирика прежде всего» (1968), «Музыка четырех рек» (1969), «Приверженность» (1972), «Ответ» (1976), «Действующие лица памяти» (1979), «Власть лирики» (1979), «Навсегда» (1984), «Не лгите дневникам» (1989).
Публиковался в альманахе «Литературный Сталинград», в журналах «Октябрь», «Новый мир», «Волга». Занимался поэтическими переводами. Посмертно вышли сборники «Избранное» (1999) и «Люби навсегда» (2010). Именем поэта названа улица в Волгограде.

## Семья
Со своей первой женой Бертой Исааковной Бразинской (1921—2007) Ю. А. Окунев познакомился в студенческие годы, когда она училась в ИФЛИ; в 1945 году она окончила филологический факультет МГУ и работала учительницей русского языка и литературы. Их общий сын Павел Шалвович Чхартишвили (род. 1948), впоследствии литератор и учитель истории, был усыновлён вторым мужем Б. И. Бразинской. Её сын от второго брака — писатель, переводчик и литературовед Григорий Шалвович Чхартишвили, известный под псевдонимом Борис Акунин.
Дочь от второго брака — Елена Юрьевна Мандрика.